# آکنه
آکنه یا رخجوش (به انگلیسی: Acne) یکی از شایع‌ترین بیماری‌های پوستی و شایع‌ترین علت مراجعه بیماران به پزشکان پوست و مو است.
آکنه زمانی رخ می‌دهد که چربی تولید شده توسط غدد چربی پوست و سلول‌های پوست باعث انسداد و انباشته شدن در فولیکول مو می‌شوند. موارد بروزی رایج در آکنه، شامل جوش سرسیاه، چرکدانه، پوست چرب، و جای زخم احتمالی است. آکنه می‌تواند به‌وسیله غدد چربی نسبتاً زیادی، پوست صورت، بالای قفسه سینه و قسمت پشتی بدن را تحت تأثیر قرار دهد.
آکنه معمولاً هم‌زمان با بلوغ جنسی شروع می‌شود. در تقسیم‌بندی بیماری‌های پوستی، آکنه جزو یکی از بیماری‌های زائده‌های پوست یعنی مو است.
ریشه مو در فضای کانال‌مانندی به اسم فولیکولِ مو قرار گرفته و رشد می‌کند. از طرف دیگر، غدد چربی به عنوان یکی دیگر از زوائد پوستی، ترشحات خود را داخل فولیکول مو تخلیه می‌کنند که به سمت بالا حرکت کرده و روی سطح پوست پخش می‌شوند.
سطحی‌ترین لایهٔ پوست، لایه شاخی نام دارد و سلول‌های پوستی که از لایهٔ سازنده منشأ می‌گیرند، به آهستگی به سمت بالا حرکت کرده و در نهایت از بین رفته، لایه شاخی را به وجود می‌آورند. این روند را روند شاخی شدن می‌گویند.
در سال ۲۰۱۵، آکنه تقریباً ۶۳۳ میلیون نفر را در سراسر جهان تحت تأثیر قرار داد و آن را به هشتمین بیماری شایع در سراسر جهان تبدیل کرد. آکنه معمولاً در نوجوانی رخ می‌دهد و تقریباً ۸۰ تا ۹۰ درصد از نوجوانان در دنیای غرب را تحت تأثیر قرار می‌دهد. برخی از جوامع روستایی میزان کمتری از آکنه را نسبت به جوامع صنعتی گزارش می‌کنند. کودکان و بزرگسالان نیز ممکن است قبل و بعد از بلوغ تحت تأثیر قرار گیرند. اگرچه آکنه در بزرگسالی کمتر رایج می‌شود، اما تقریباً در نیمی از افراد مبتلا تا دهه بیست و سی سالگی باقی می‌ماند و گروه کوچکتری همچنان در چهل سالگی با مشکلاتی مواجه هستند.

## علل بروز آکنه
بلوغ جنسی مهم‌ترین عامل آغازکننده آکنه است و علت آن هم افزایش هورمون آندروژن است. ثابت شده‌است که هورمون آندروژن یا هورمن مردانه باعث افزایش تولید چربی و همچنین افزایش روند شاخی شدن پوست می‌شود.

### ژنتیک
بروز آکنه به میزان بالایی به ژنتیک بستگی دارد، ژنتیک می‌تواند ۸۱٪ از تغییرات مربوط به آکنه در جمعیت‌ها را توجیه کند.

### هورمون‌ها
تغییرات هورمونی مانند آنچه در هنگام بلوغ جنسی و قاعدگی رخ می‌دهد، می‌توانند باعث تشدید شکل‌گیری آکنه شوند. در هنگام بلوغ جنسی، افزایش هورمون‌های جنسی (آندروژن) باعث می‌شود غدد چربی پوست بزرگ‌تر شوند و چربی (سبوم) بیشتری تولید کنند.

### عفونت
نوعی از باکتری‌های بی‌هوازی باعث تشدید بروز آکنه می‌شوند ولی نقش دقیق آن‌ها مشخص نیست.

### رژیم غذایی
رژیم‌های غذایی حاوی بار قندخونی بالا، تأثیر متفاوتی بر شدت آکنه دارند.

### استرس
در خصوص اینکه آیا استرس باعث بروز آکنه یا بدتر شدن آن می‌شود، مطالعات باکیفیت اندکی صورت گرفته‌است

### سایر علت‌ها
سایر عوامل شروع‌کننده عبارتند از:
1. حاملگی
2. تغییرات هورمونی؛
3. مواد پاک‌کننده پوست؛
4. رطوبت بیش از حد؛
5. تعریق زیاد؛
6. وراثت؛
7. استفاده از هورمون‌های آنابولیک (فراگَشتی)(که مورد استفاده بدن‌سازان قرار می‌گیرد)؛
8. تحریک پوست با خاراندن و همچنین ایجاد زمینه التهاب و عفونت؛
9. تجمع سلول‌های مرده و ایجاد زمینه مناسب برای بسته شدن دهانه فولیکول مو؛
10. استرس با مکانیزم افزایش هورمون‌های فوق کلیوی که آندروژن‌ها هم در آن وجود دارند؛
11. داروهای دارای هالوژن (ید، کلرید، برومید) مثل لیتیوم، باربیتورات‌ها و غیره؛
12. غذاهای دریایی که حاوی ید زیاد هستند؛
13. غذاهای حاوی قند و چربی زیاد؛
14. غذاهای حاوی پروتئین کم؛
15. کاهش مصرف ویتامین E و ویتامین A.
16. تولید بیش‌تر از حد معمول چربی توسط غدد چربی پوست
17. افزایش شاخی شدن پوست

## علائم و نشانه‌ها

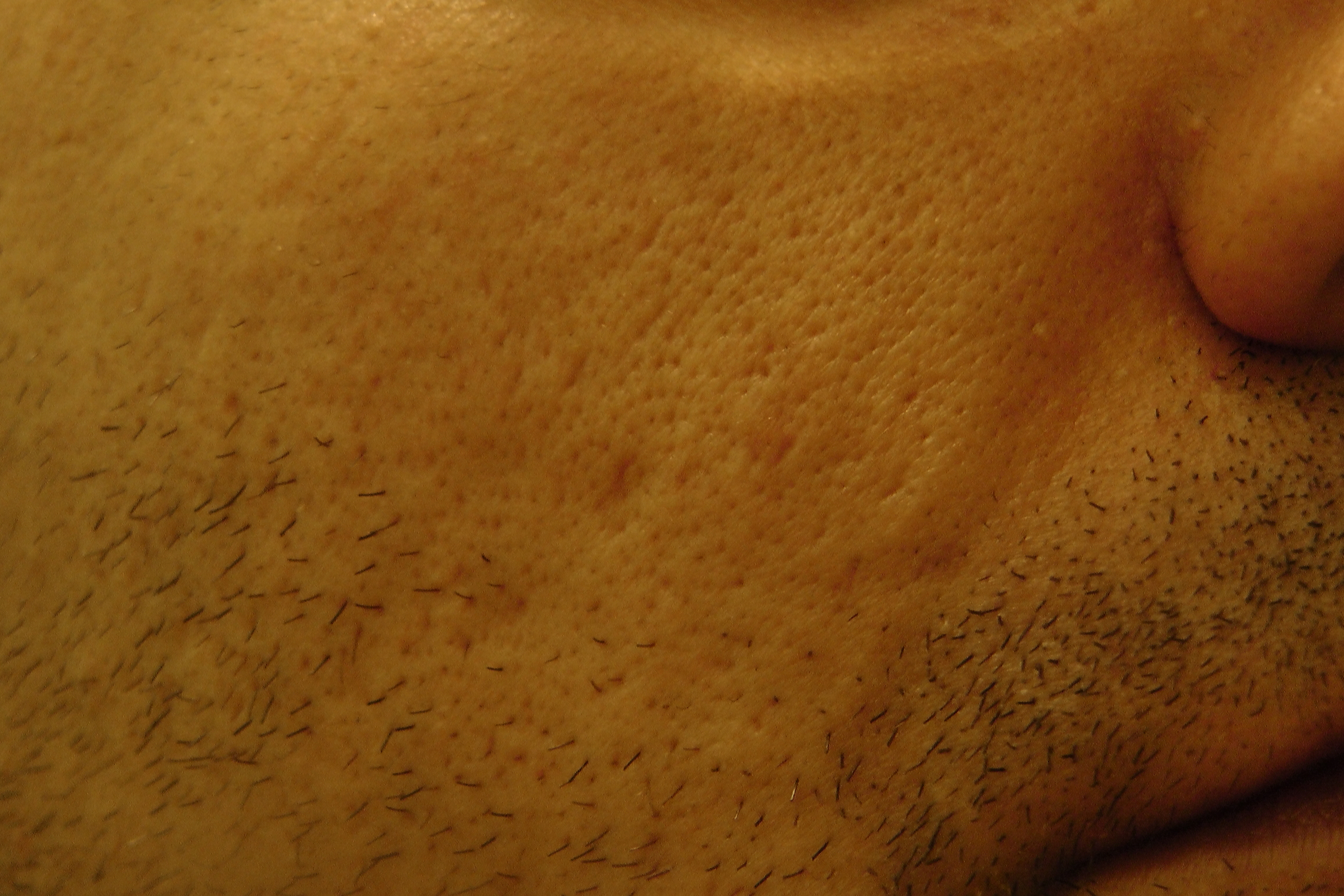
تاثیر درازمدت آکنه درمان نشده روی پوست

تشخیص آکنه، یک تشخیص کلینیکی است؛ یعنی پزشک با معاینه بیمار شاکی از عارضه پوستی و با مشاهده نوع ضایعات، ضمن تشخیص بیماری، شدت آن را نیز تشخیص می‌دهد تا پروتکل درمانی لازم را برنامه‌ریزی کند. تشخیص بیماری آکنه برای پزشکان و به‌خصوص پزشکان متخصص پوست راحت است. اگر یک پزشک صورت بیمار را معاینه می‌کند، بیشتر از هر چیز قصد ارزیابی شدت بیماری را دارد تا بخواهد بیماری آکنه را تشخیص دهد.

## درمان

### داروها

#### موضعی شامل
1. استفاده از  آنتی‌آکنه‌های مخصوص برای جوش‌های چرکی و چرب.
2. عصاره گیاه مریم گلی؛
3. رتینوئیدهای موضعی مثل: ترتینوئین (رتین-آ)- آداپالن - تازاروتن؛
4. آنتی‌بیوتیک؛
5. بنزوئیل پروکسید.

#### سیستمیک یا عمومی شامل
1. آنتی‌بیوتیک؛
2. بعضی از هورمون‌ها؛
3. ایزوترتینوئین (آکوتان)؛
4. تتراسایکلین؛
5. ازیترومایسین.

### درمان غیر دارویی
- بازکردن سوراخ کومدون با دست یا سوزن و وارد کردن فشار به آن‌ها برای تخلیه که این کار در نهایت اغلب به لک شدن پوست منجر می‌شود؛
- استفاده از صابون گلیسرین یا ضدباکتری؛
- پیلینگ سطحی با استفاده از گلیکولیک اسید و سالیسیلیک اسید؛
- استفاده از فوتوتراپی با نور قرمز، نور آبی یا بعضی از انواع لیزرها
- برای درمان از طریق مصرف بعضی از صیفی‌جات مانند اسفناج یا سبزی‌های که دارای برگ پهن هستند ویا با مصرف میوه جات مانند هندوانه، آلبالو، و… و همچنین مصرف هویج که برای ازبین بردن آکنه بسیار مفید است.
- برای شست شوی صورت‌هایی که دارای جوش هستند باید این صورت‌ها را با اب خیلی ولرم که خیلی گرم نباشد و خیلی هم سرد نباشد یعنی معتدل و برای خشک کردن بایستی به جای حوله از دستمال کاغذی نرم استفاده کرد. آکنه از عوارض ناندرلون است.[۲۱]

## نگارخانه

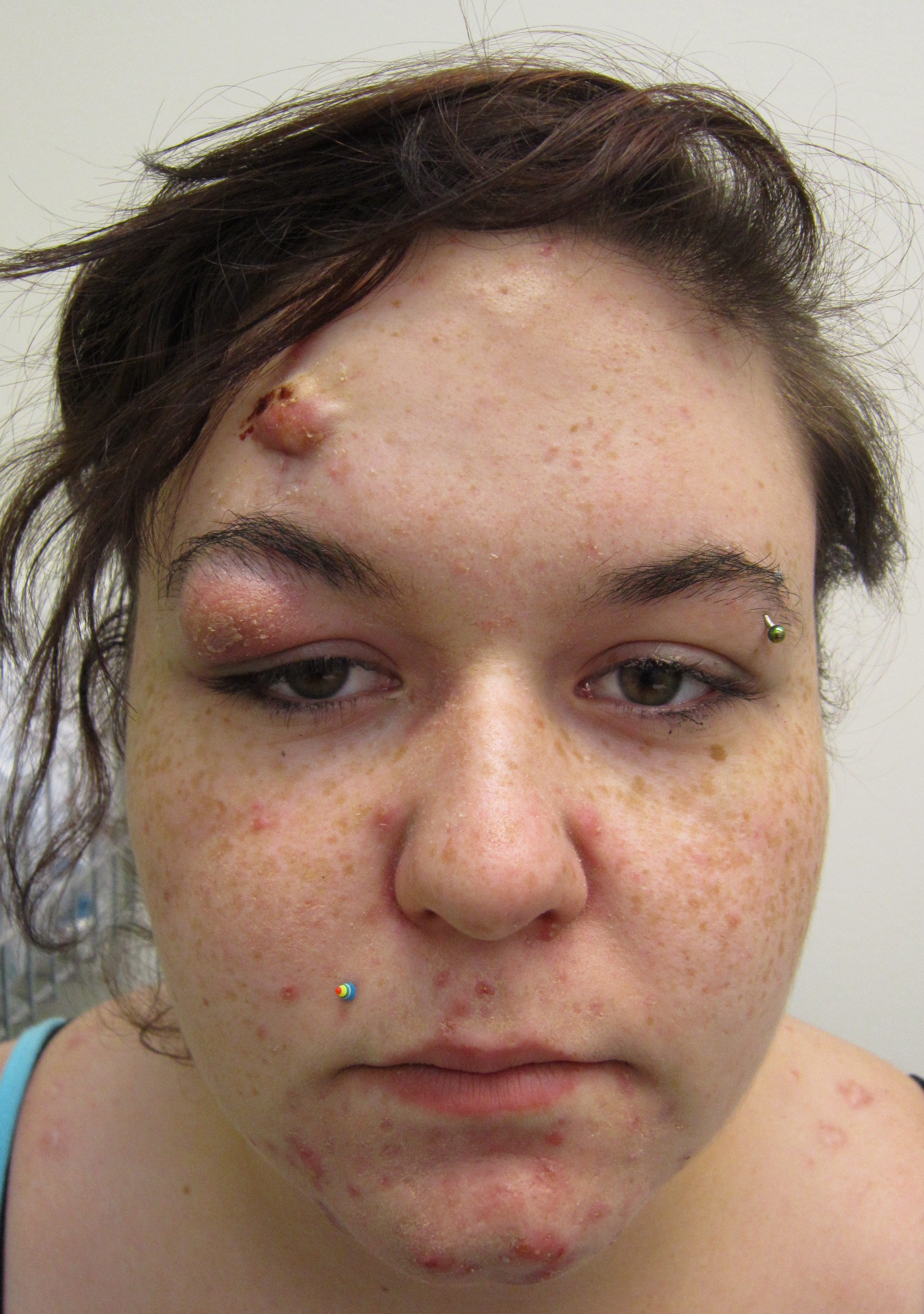
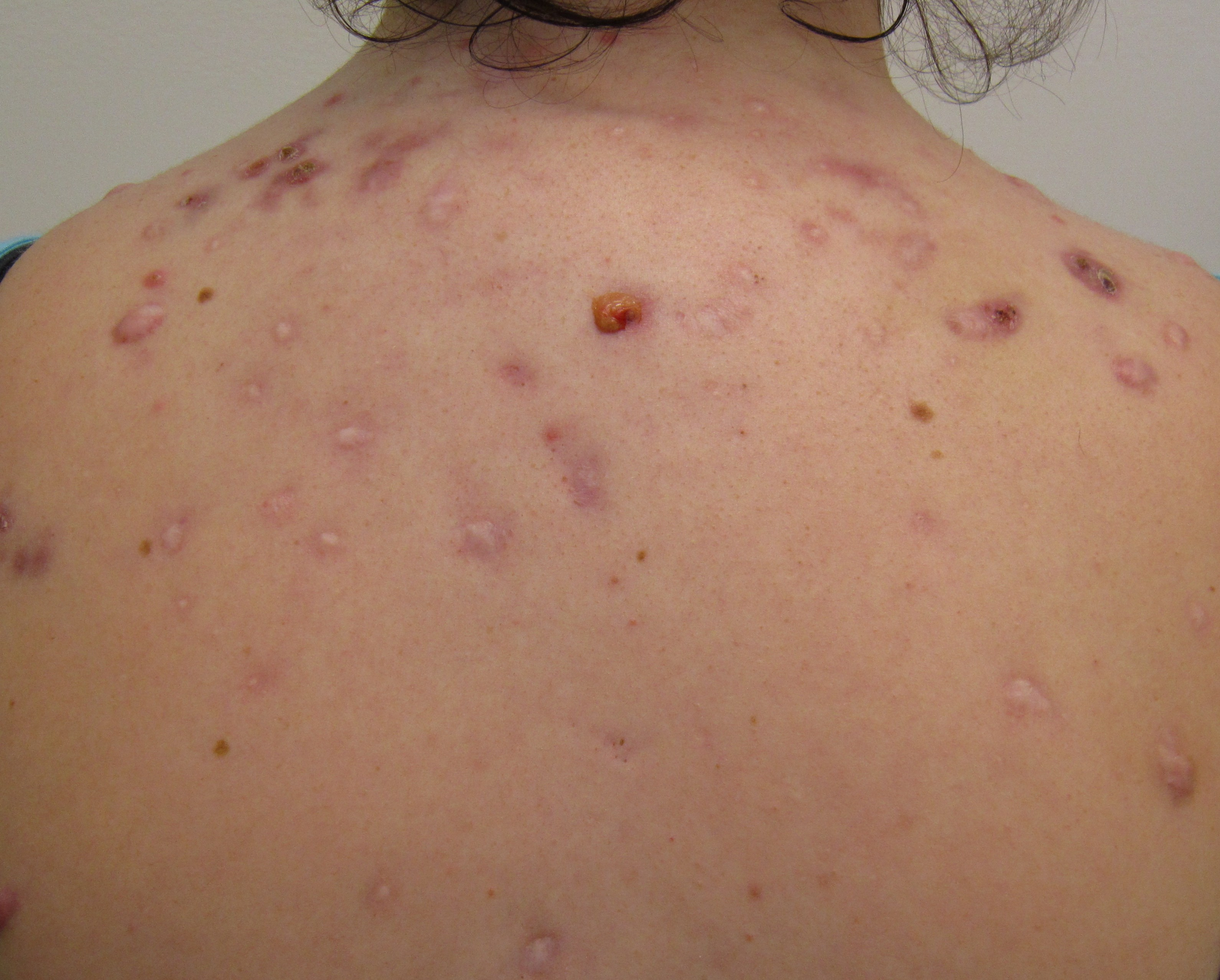
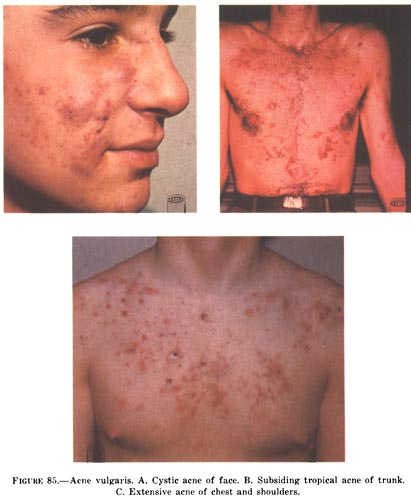